# Aceite para bebé

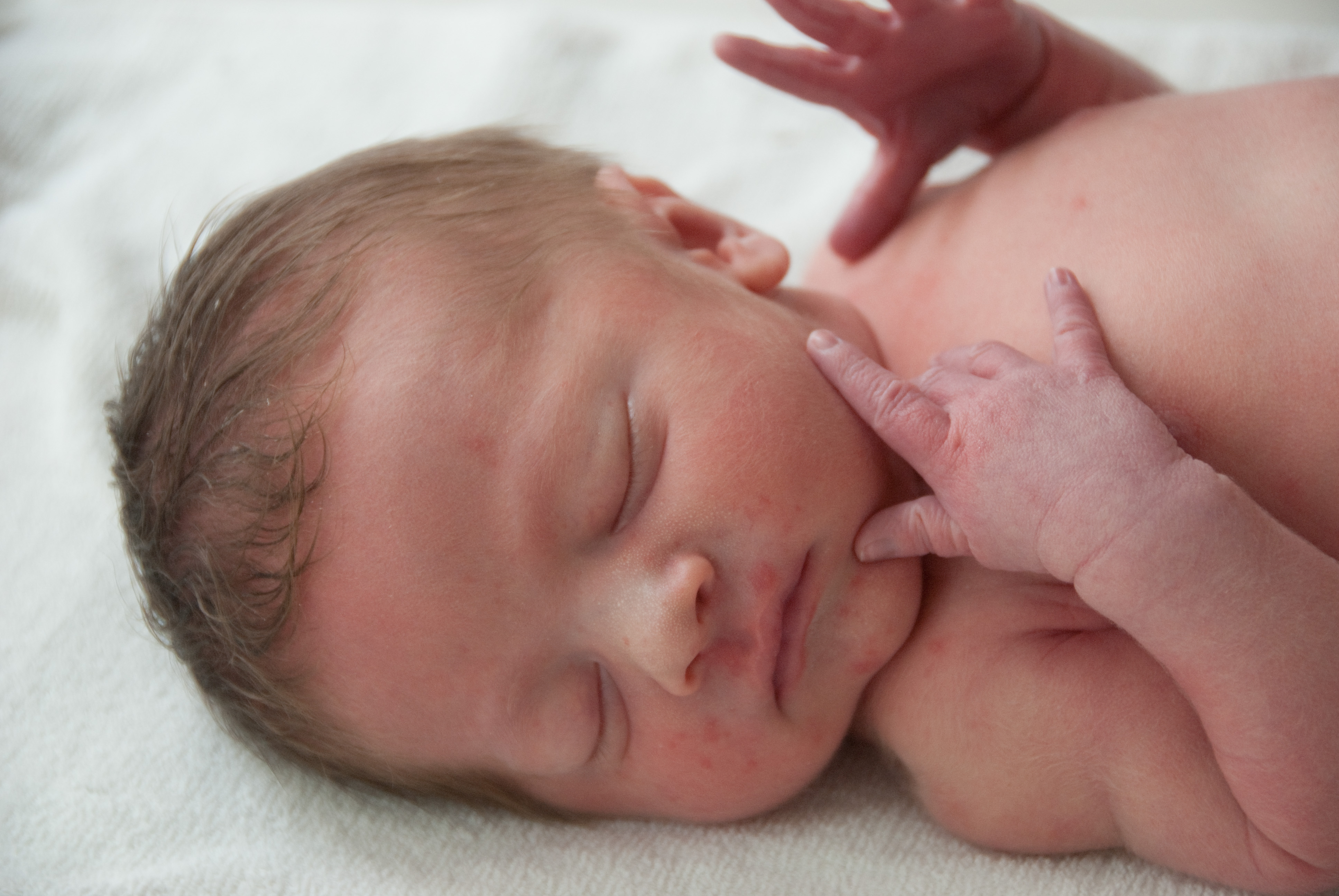
El aceite para bebé se usa a menudo en el cuidado de la piel de los recién nacidos.

El aceite para bebé es, en términos generales, un aceite inerte con el fin de mantener la piel suave y flexible. A menudo se usa en bebés con el fin de mantener la piel «suave como un bebé», pero también lo usan los adultos para el cuidado de la piel y masajes.
La piel de un bebé, especialmente uno prematuro, es sensible, delgada y frágil. El pH neutro de la piel en la superficie reduce significativamente la protección contra el crecimiento bacteriano excesivo. La epidermis y la dermis son más finas que las de los adultos y la barrera epidérmica aún no está completamente desarrollada. Las consecuencias pueden ser, por ejemplo, piel seca, infecciones, descamación, formación de ampollas y mala termorregulación. La aplicación de diferentes aceites a la piel del recién nacido se practica de forma rutinaria en muchos países. En general, estos aceites se utilizan para la limpieza, para mantener la humedad de la piel y para proteger su superficie. Adicionalmente, el aceite de bebé se utiliza para el masaje de recién nacidos y como aditivo en lociones y cremas.

## Ingredientes
Los aceites para bebés se pueden clasificar por la formulación base del producto. Se basan en
- Aceite mineral o
- Aceites vegetales

### Productos a base de aceite mineral
Los componentes típicos de los aceites para bebés son los productos de aceite mineral altamente purificados como la parafina líquida y vaselina. Estos compuestos son inodoros e insípidos, dermatológicamente probados y aprobados, no alergénicos, hidrofóbicos y no contienen pesticidas ni herbicidas. No son necesarios conservantes ni antioxidantes, ya que a diferencia de los aceites vegetales, con las parafinas no existe riesgo de enranciamiento. Sin embargo, se critica el uso de aceite mineral en cosmética. Las empresas de cosmética natural afirman que el uso de aceite mineral provoca la oclusión de la piel. Los fabricantes de cosméticos convencionales e incluso los dermatólogos y los químicos cosméticos argumentan en contra y los estudios no pudieron mostrar ninguna diferencia estadística entre el aceite de parafina y los aceites vegetales en términos de penetración y oclusión de la piel. Por el contrario, las preparaciones a base de vaselina han demostrado ser efectivas para la función de barrera de la piel, incluso en bebés prematuros.

### Productos a base de aceites vegetales
Los aceites vegetales son producidos por plantas con la mayor concentración presente en semillas y frutos. Alrededor del 95% de cada aceite vegetal está compuesto principalmente de triglicéridos. El aceite de coco y el aceite de palma contienen principalmente ácidos grasos saturados , mientras que otros aceites contienen en gran medida ácidos grasos insaturados, por ejemplo, ácido oleico y ácido linoleico. Las sustancias que acompañan a los aceites vegetales son, entre otras, fosfolípidos, glicolípidos, sulfolípidos, escualeno, carotenoides, vitamina E, polifenoles y alcoholes triterpénicos. Para evitar la ranciedad, se agregan conservantes o antioxidantes a los aceites para bebés a base de aceites vegetales. En productos cosméticos, estos aceites se enumeran de acuerdo con la Nomenclatura Internacional de Ingredientes Cosméticos (INCI), por ejemplo:
- Cocos Nucifera Oil (aceite de coco)
- Elaeis Guineensis Oil (aceite de palma)
- Glycine Soja Oil (aceite de soja)
- Olea Europaea Oil (aceite de oliva)
- Persea Gratissima Oil (aceite de aguacate)
- Prunus Amygdalus Dulcis Oil (aceite de almendra)
- Shea Butter Glycerides (manteca de karité)
- Simmondsia Chinensis Oil (aceite de jojoba)
- Helianthus Annuus Seed Oil (aceite de girasol)

Los aceites vegetales no deben confundirse con los aceites esenciales, ya que ambos se obtienen de plantas.

## Usos
Los aceites para bebés se utilizan en gran medida como productos para el cuidado de la piel y su uso principal sigue siendo como humectantes para la piel. En particular, los aceites para bebés encuentran aplicación en el tratamiento de varias enfermedades de la piel como la dermatitis atópica, la xerosis, la psoriasis y otras afecciones eccematosas. Otra área de uso es el masaje con aceite del recién nacido que ha sido una tradición en la India y otros países asiáticos desde tiempos inmemoriales.